# Dorfkirche Zemmin

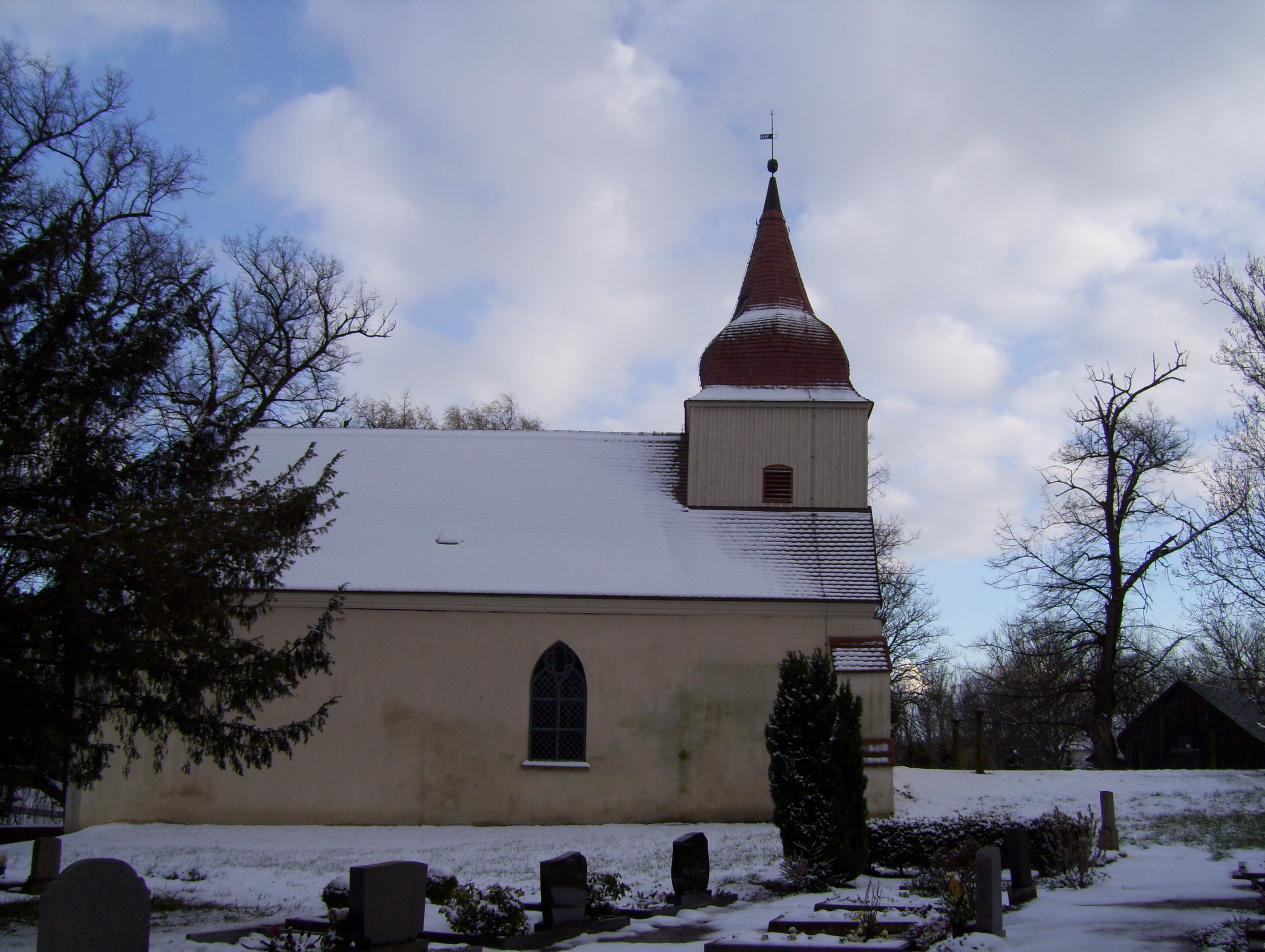
Dorfkirche Zemmin

Die Dorfkirche Zemmin ist eine aus dem 15. Jahrhundert stammende Saalkirche im Ortsteil Zemmin der Gemeinde Bentzin im Landkreis Vorpommern-Greifswald. Sie ist die älteste von sieben Kirchen und Kapellen der Kirchengemeinde Jarmen-Tutow in der Propstei Demmin des Pommerschen Evangelischen Kirchenkreises.

## Architektur
Das Gebäude wurde als Mischmauerwerk aus Feldsteinen und Backstein errichtet und später verputzt. Sie hat an den Ecken Stützpfeiler. An der Westseite wurde nachträglich ein schiffsbreiter Turmunterbau eingefügt. Im 18. Jahrhundert erhielt die Kirche einen Dachturm. Dieser trägt eine barocke, mit Holzschindeln gedeckte Haube. 1853 wurde ein polygonaler Chor aus Backstein angefügt. Eine zur gleichen Zeit angefügte, durch einen Spitzbogen mit der Nordseite des Schiffes verbundene Patronatsloge wurde im 20. Jahrhundert abgebrochen. Fenster und Portale wurden im 19. Jahrhundert im Stil der Neugotik umgeformt.
Vor der westlichen Giebelwand befindet sich eine dreischiffige Gruftkapelle mit dreijochigem Kreuzgratgewölbe über quadratischen Pfeilern. In ihr stehen elf Särge, von denen einige prunkvolle barocke Beschläge besitzen. Die flache, mit Ornamenten bemalte Kassettendecke des Saales stammt aus dem 19. Jahrhundert. Auch die Bemalung der wahrscheinlich älteren Westempore stammt aus dieser Zeit.

## Ausstattung
Die Kirche besitzt einen geschnitzten Altar aus dem 16. Jahrhundert, der im Schrein eine Madonna im von Engeln bekrönten Strahlenkranz zeigt; in den Seitenflügeln sind die zwölf Apostel dargestellt.
Der barocke Prospekt der Orgel wurde um 1700 gebaut. Das Orgelwerk selbst wurde um 1880 von Emil Kaltschmidt aus Stettin erbaut. Das Instrument hat vier klingende Register auf einem Manual (Tonumfang C–f3): Principal 8′, Gedackt 8′, Octave 4′, Flöte 4′. Außerdem hat das Instrument ein angehängtes Pedal (Tonumfang C–f1).

## Friedhof
Auf dem Friedhof befindet sich das 1845 errichtete oktogonale, spätklassizistische Mausoleum der Familie von Sobeck, der letzten Besitzer des Gutes Zemmin und aktiven Kirchenpatrone, zuletzt vertreten durch Lisa Freifrau von Sobeck geborene Gräfin Schwerin (1894–1981). Das auch als Sobecksche Gruft bezeichnete Gebäude besitzt dorische Säulen und ein flaches Kuppeldach.

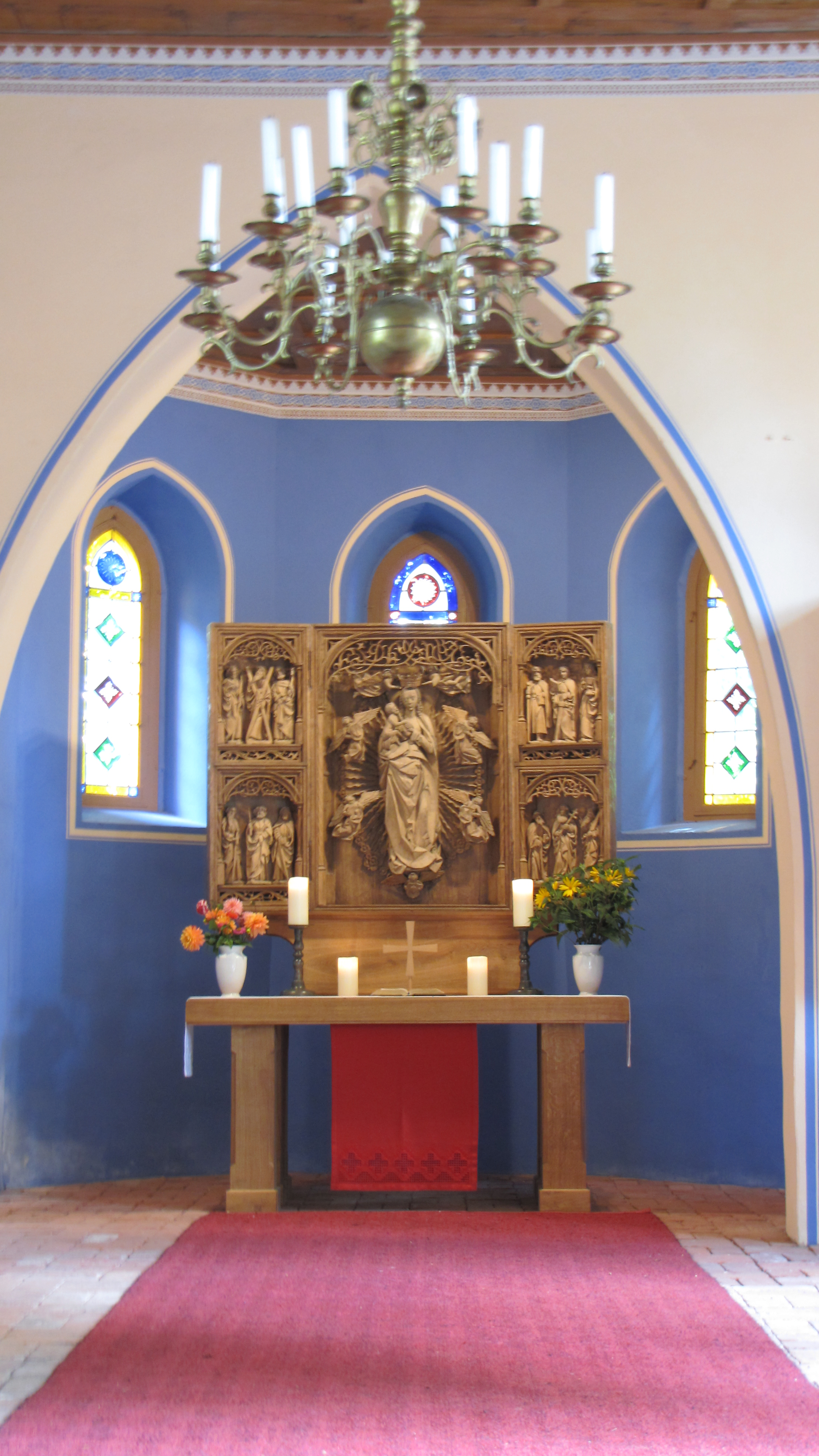
Schnitzaltar
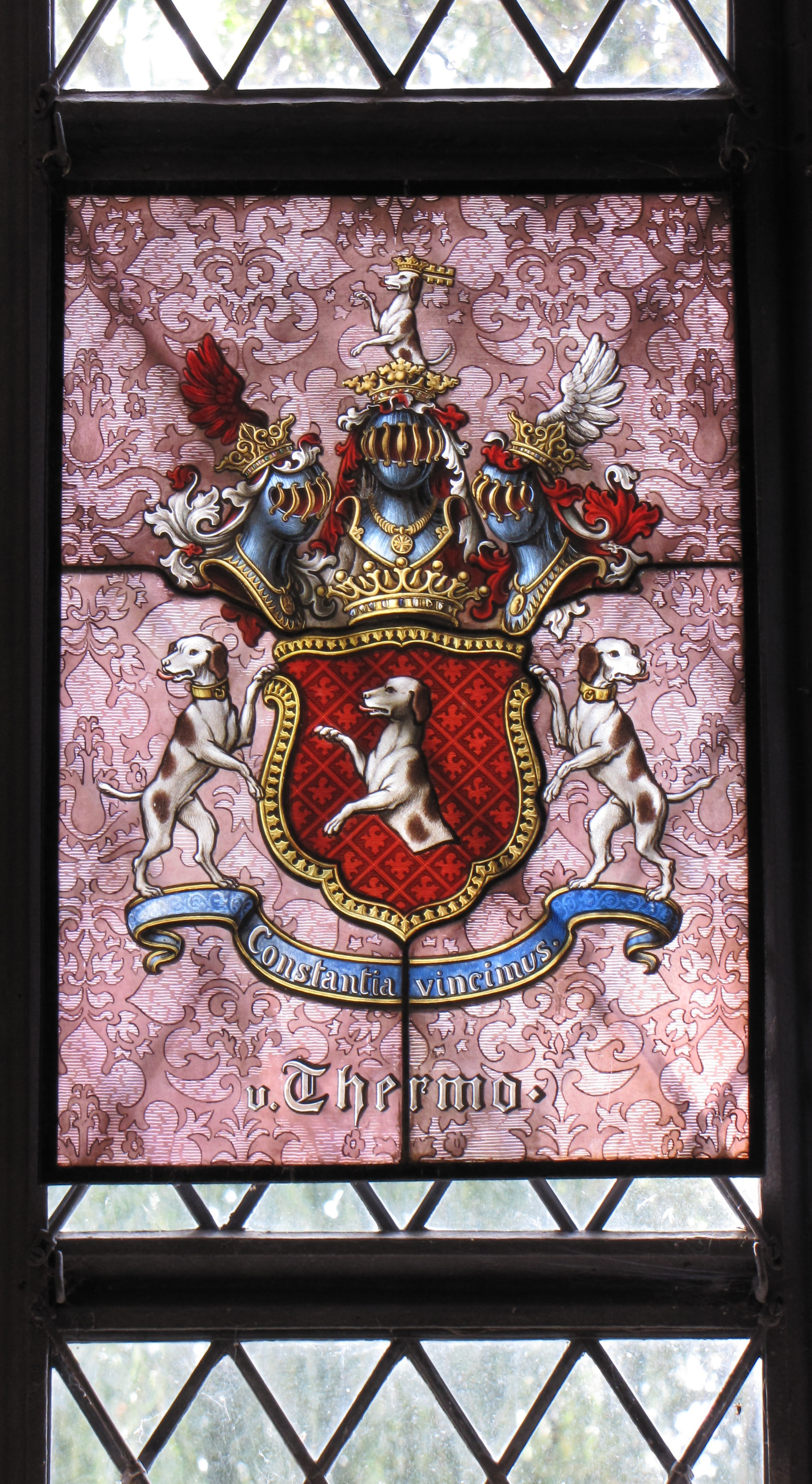
Wappenfenster
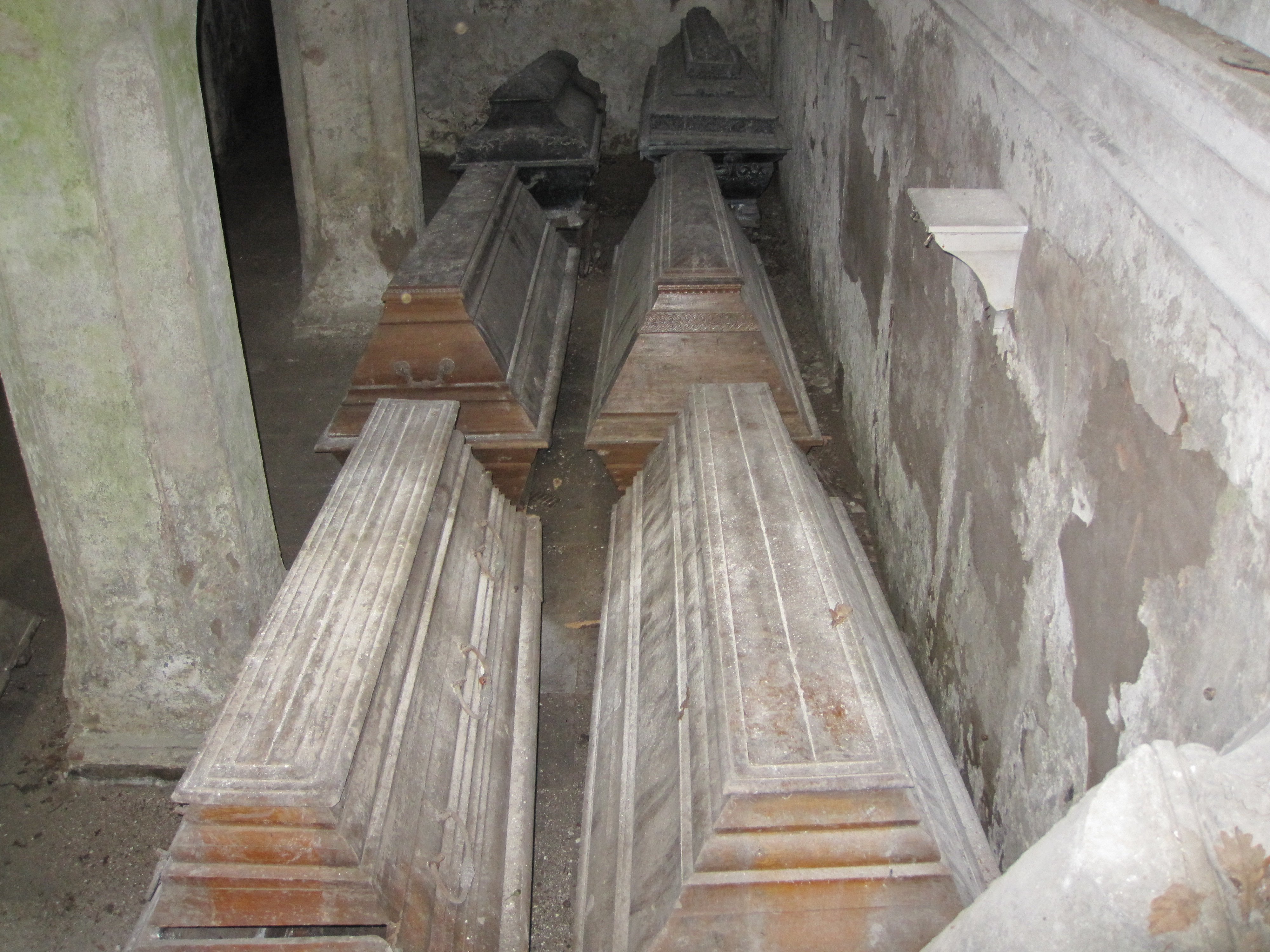
Blick in die Gruftkapelle
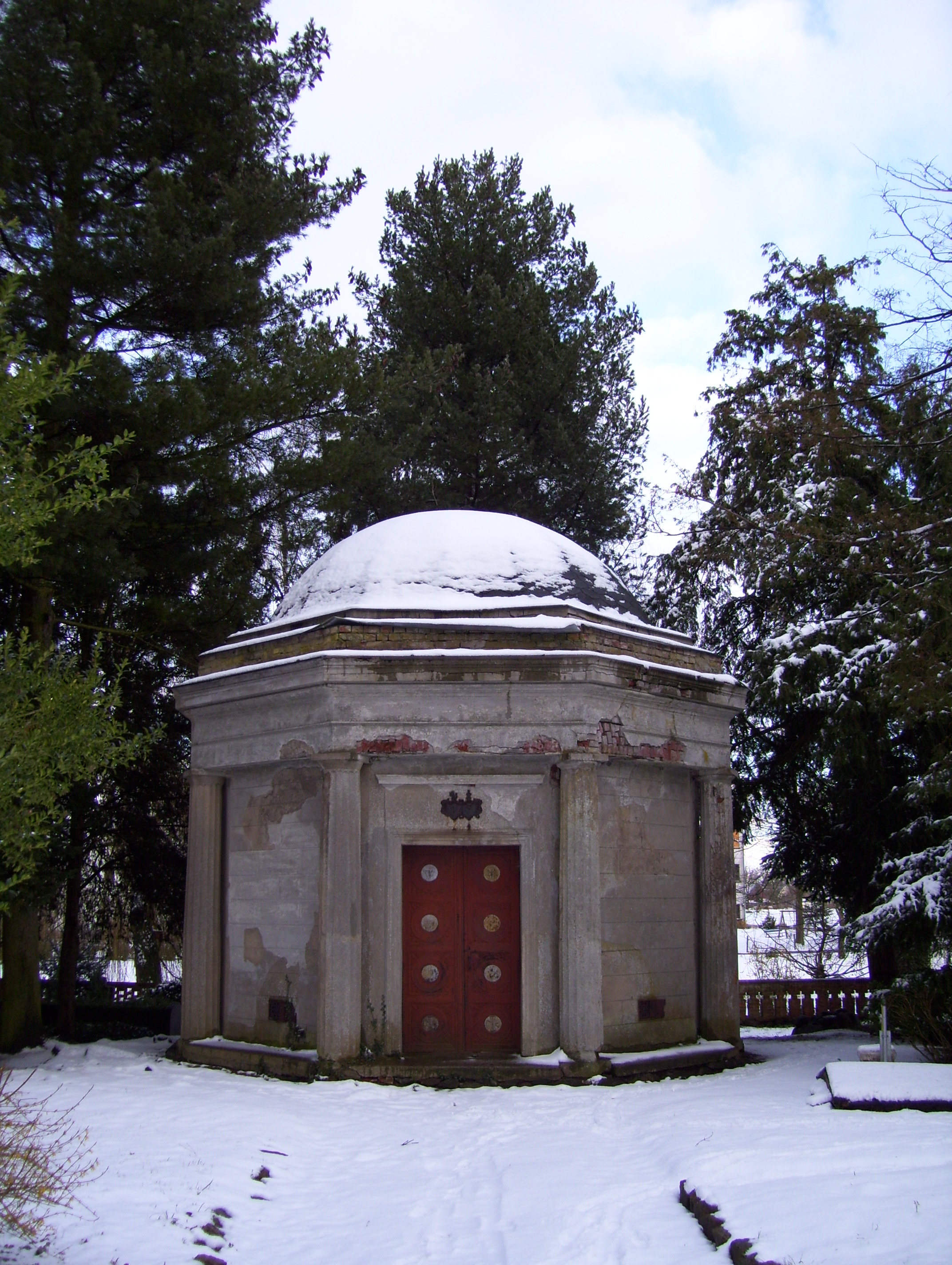
Sobecksches Mausoleum